# Børnehjælpsdagen
 For alternative betydninger, se Børnehjælpsdagen (flertydig). (Se også artikler, som begynder med Børnehjælpsdagen)
Børnehjælpsdagen er en landsdækkende og upolitisk hjælpeorganisation, der siden 1904 har arbejdet for børns vilkår  i Danmark. Børnehjælpsdagen støtter anbragte og udsatte børn og unge, som bor på en døgninstitution, hos en plejefamilie eller er efterværn i Danmark. Formålet er at styrke anbragte børn og unges egne evner og gøre dem mere parate til voksenlivet. Derfor forestår Børnehjælpsdagen projekter og aktiviteter, der er rettet mod børns evner, fysiske og mentale robusthed. Nuværende protektor er Kronprinsesse Mary.

## Begyndelsen
Børnehjælpsdagen er en af Danmarks ældste hjælpeorganisationer. Dengang var 'Børnehjælpsdagen' en dag om året. Nu fungerer den året rundt.
Den første Børnehjælpsdag blev afholdt den 6. maj 1904 i København. Den blev en ubetinget succes, idet datidens kendte skuespillere og kunstnere som Betty Nansen og Herman Bang støttede foretagendet. Endog daværende 85-årige kong Christian 9. og prins Valdemar deltog og lagde lige som almindelige borgere penge i raslebøsserne og foregik derved med en godt eksempel. Der blev i alt indsamlet 84.476 kroner og 48 øre til Børnehjælpsdagen, hvilket var et forholdsvist stort beløb efter datidens forhold.
Med årene udviklede Børnehjælpsdagen sig til en mere omfattende begivenhed med optog gennem Københavns gader, boder på Rådhuspladsen og deltagelse af skiftende tiders fremstående og kendte personligheder, blandt andre kunstnere og skuespillere som Dirch Passer, Judy Gringer, Lone Hertz, Buster Larsen, og senest Sofie Lassen-Kahlke og Timm Vladimir. Gøglere, karruseller og luftgynger og anden virksomhed bidrog til foretagendets vedvarende popularitet.
Blandt andre støtteordninger kan nævnes, at i årene 1909–1930 blev der lavet 26 fajance-plaketter af forskellige kunstnere. Til dels i det samme år, fra 1910-1940 blev ligeledes på Den Kongelige Porcelænsfabrik udformet og udgivet Børnehjælps-platter. Fra 1938 begyndte kunstneren Jensenius at lave porcelæns-bordfigurer til Børnehjælpsdagen, hvilket fortsatte til 1964. Den første børnehjælps-plakat blev lavet af Christian Joachim i 1909 og forestillede en pige med en blomsterkurv. 

## Lillebror Lotteriet
I 1926 udvidedes Børnehjælpsdagen indsamlingsområde med det såkaldte "Lillebror-lotteri", hvor gevinsterne blev bortloddet fra boder rundt omkring i København. Der ud over blev der oprettet lokalkomitéerne flere steder i løbet af 1920’erne, og gennem disse inddroges foreninger, korps og institutioner, der kun i ringe grad fik offentlig støtte, i virksomheden, idet de bidrog med frivillig arbejdskraft. I dag afholder Børnehjælpsdagen fortsat lotterier to gange om året; Lillebror Lotteriet samt Julelotteriet. Lotterierne sælges af foreninger, idrætsklubber og skoleklasser fordelt over hele landet. De udgør tilsammen Børnehjælpsdagens vigtigste indtægtskilder. 

## Kongehusets støtte
Allerede Christian 9. havde støttet Børnehjælpsdagen, og den kongelige opbakning varede siden ved: allerede som kronprins og senere som konge mødte Christian 10. op til de årlige Børnehjælpsdage. I 1948 blev daværende dronning Ingrid protektor for Børnehjælpsdagen, og ved flere lejligheder repræsenterede dronningen Børnehjælpsdagens sag. Dronning Ingrid besøgte blandt andet feriekolonier og andre institutioner for at hilse på børnene og bidrog derved til at skabe opmærksomhed om den gode sag. Hun virkede for sagen til sin død. Også dronning Margrethe 2. har vist Børnehjælpsdagen sin opmærksomhed. I 1965 skabte den daværende tronfølger årets Børnehjælpsdagsplakat til organisationen. Senest er Kronprinsesse Mary indtrådt som protektor.

## ”Hjælp til selvhjælp”-konceptet
I takt med, at velfærdsstaten vandt frem, havde færre institutioner brug for Børnehjælpsdagens tilskud. Derfor ændrede man i 1971 sit koncept, idet man indførte et nyt koncept kaldet "hjælp til selvhjælp". Dette koncept går ud på, at børne- og ungdomsorganisationer ved deres salg af lotterilodder både tjener penge til egen virksomhed og til Børnehjælpsdagens virke. Af andre forandringer gennem årene kan nævnes, at virksomheden i stigende grad blev forlagt til Københavns forstæder. I midten af 1970-erne blev den årlige fridag, hvor skolebørn kunne deltage i indsamlingen og salg af Lillebror-lotteriets lodder, afskaffet.

## Anbragte unge
Siden år 2000 har Børnehjælpsdagen rettet sit opmærksomhed mod anbragte og udsatte børn og unge på døgninstitutioner, hos plejefamilier eller i efterværn. Børnehjælpsdagen støtter især børnene og de unge gennem aktiviteter og projekter, der styrker deres kompetencer, fysiske og mentale robusthed. Formålet er at udvikle anbragte børns og unges evner for dermed at gøre dem mere parate til voksenlivet. Desuden er lægges vægt på særlige mærkedage eksempelvis 7 julefester fordelt over hele landet på kulturinstitutioner som AROS og Statens Museum for Kunst samt sommerfester og gaver og hilsner til anbragte konfirmander/nonfirmander. Børnehjælpsdagens "ambassadører" er folk som støtter Børnehjælpsdagens arbejde og stiller op til mange arrangementer for at give børnene en særlig oplevelse. 
Midlerne til organisationens arbejde indsamles via virksomhedssponsorater, fra fonde, ved salg af lotterierne og ved andre indsamlingsevents- og kampagner.